# Fendt

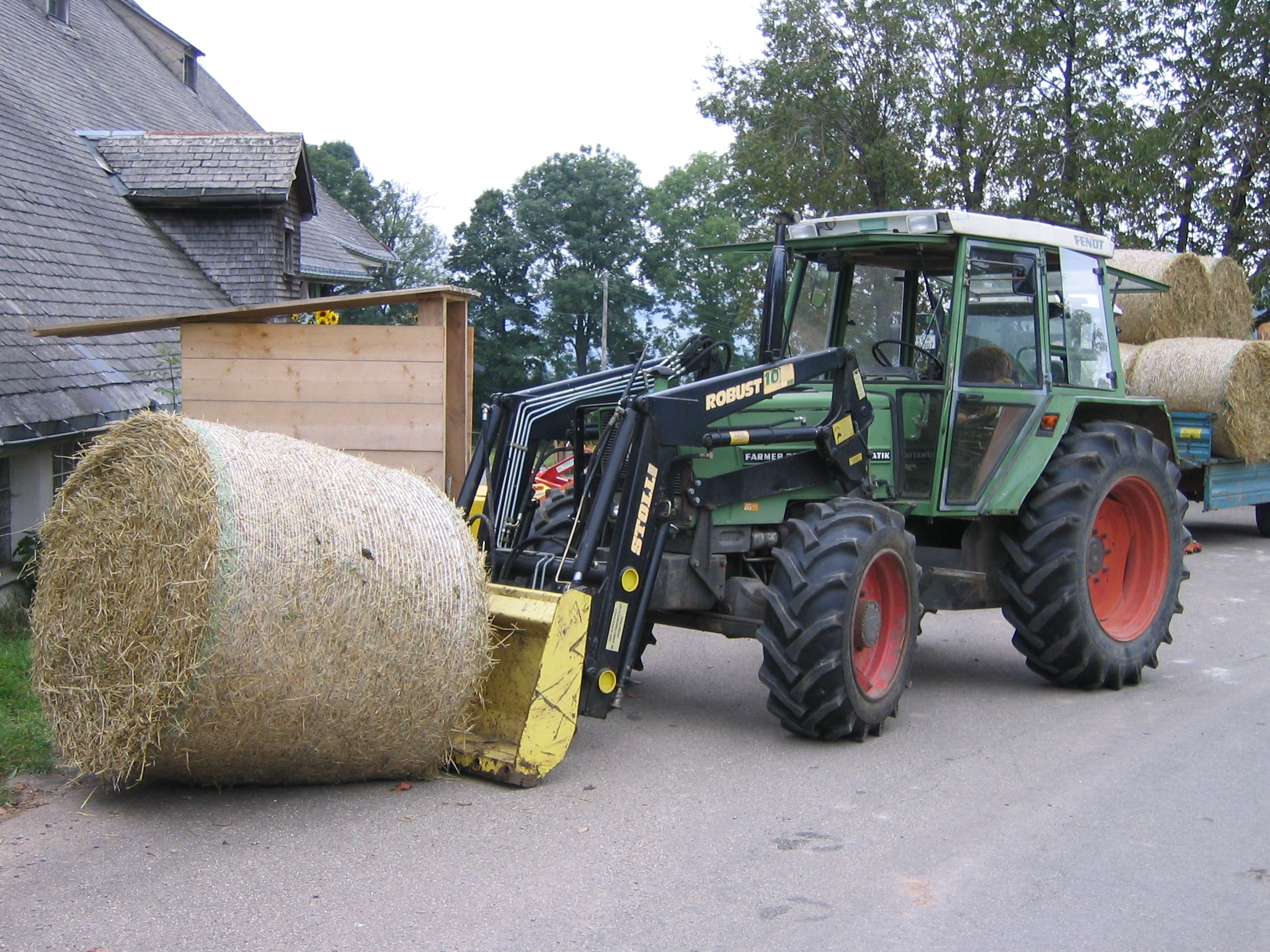
Fendt Farmer Turbomatik.

Fendt är en tysk traktortillverkare som idag ingår i AGCO Corporation. Fendt är kända för sin Vario-transmission.